# Greenidea fulva
Greenidea fulva är en insektsart. Greenidea fulva ingår i släktet Greenidea och familjen långrörsbladlöss. Inga underarter finns listade i Catalogue of Life.